# Козьмодемьянская улица (Великий Новгород)
Козьмодемья́нская — улица в Великом Новгороде. Находится на Софийской стороне, на территории исторического Неревского конца.
Проходит от улицы Великой до Большой Санкт-Петербургской (до так называемой площади Пять углов). Протяжённость — 410 м.
Движение одностороннее, к Великой.

## История
Впервые упоминается в 1234 году как Козьмодемьянская. Названа по церкви Козьмы и Дамиана (1345), разобранной в XVIII—XIX вв. Кроме этой церкви, на улице располагалась церковь Саввы Освящённого (1418), разобранная в это же время.
В XIX—XX вв. называлась Малая Дмитревская (или Кузьмо-Демьянская) и проходила от Волхова до Б. Санкт-Петербургской.
2 декабря 1925 года переименована в улицу Декабристов.
12 сентября 1991 года возвращено историческое название.
Современная застройка появилась после Великой Отечественной войны.
Сохранилось здание бывшей церкви Тихвинской иконы Божией Матери (перекрёсток с Тихвинской).
Городская поликлиника № 3.
В послевоенные годы на улице проводились археологические раскопки экспедицией под руководством Б. А. Колчина от Института истории материальной культуры. Были обнаружены древние мостовые из сосновых плашек, берестяные грамоты, деревянные поделки, керамическая посуда.